# Полдневая (Артинский муниципальный округ)
Полдневая — деревня в Свердловской области, входящая в муниципальное образование Артинский городской округ. Расположена в 30 км на юго-юго-запад от административного центра — посёлка городского типа Арти. Входит в состав Свердловского сельского совета.

## Население
По данным 2010 года, в деревне проживает 294 человек.